# Cosmophasis estrellaensis
Cosmophasis estrellaensis là một loài nhện trong họ Salticidae.
Loài này thuộc chi Cosmophasis. Cosmophasis estrellaensis được Alberto Barrion & James A. Litsinger miêu tả năm 1995.